# Rio Căşăria (Azuga)
O Rio Căşăria é um rio da Romênia, afluente do Azuga, localizado no distrito de Prahova.